# 墮天使 (畫作)
《墮天使》（法語：L'Ange déchu） 是法國畫家亚历山大·卡巴内尔的作品。這幅畫作於1847年完成，當時畫家年僅24歲，描繪的是被逐出天堂後的魔鬼路西法。該畫現收藏於法國蒙彼利埃的法布爾博物館。

## 背景與描述
1845年，卡巴內爾在國立高等美術學院就讀時，贏得了羅馬大獎的第二名，這使他有機會前往義大利羅馬進修數年。按照當時規定，參與羅馬大獎的藝術家必須定期將作品寄回法國，以展示他們在羅馬學習的進展。《墮落天使》便是在這一背景下於1847年完成的。卡巴內爾選擇在法國繪畫中較少被描繪的「墮天使從天堂墜落，最終成為魔鬼」的故事作為畫作的主題。
在《墮天使》畫作中，路西法被逐出天堂，表現出深深的悲傷。他赤裸著身體躺在地上，雙手交叉，眼中流著淚水，臉部部分被手臂遮擋。畫面上方，眾多天使朝著相反的方向飛向天空，象徵著上帝的榮耀。

## 畫作分析
這幅作品帶有濃厚的浪漫主義風格。路西法被描繪成一位俊美的年輕男子，他的翅膀在肩胛處主要是白色，並點綴著藍色與金色，但主要的羽翼則呈現深邃的海軍藍，與畫面的陰暗前景融為一體。在他的腿邊拖著一條荊棘藤蔓，象徵著苦痛與墮落。路西法的眼神中流露出憤怒，他的臉部半掩於手臂之後，眼角可見一滴淚珠。
卡巴內爾在羅馬期間，對墮天使的主題進行了長時間的思考。次年（1848年），他以水粉畫創作了《黃昏天使》（The Evening Angel），畫中天使身披大幅布帛，並背向觀眾，呈現出另一種情感表達。

## 另見
- 墮天使